# اوبونتو تی‌وی
اوبونتو تی‌وی (به انگلیسی: Ubuntu TV) یک سیستم‌عامل برای تلویزیون‌های هوشمند است که به وسیلهٔ کانونیکال توسعه داده می‌شود، بر پایه سیستم‌عامل اوبونتو است و از محیط کاربری یونیتی استفاده می‌کند و با چهارچوب نرم‌افزاری کیوت ساخته شده‌است؛ و برای استفاده در صفحه نمایش خانگی طراحی شده‌است.